# وودديتون (كامبريدجشير)
وودديتون (بالإنجليزية: Woodditton)‏ هي قرية و أبرشية مدنية تقع في المملكة المتحدة في إنجلترا. يقدر عدد سكانها بـ 1,818 نسمة .